# Amynodontidae
De Amynodontidae zijn een familie van uitgestorven onevenhoevigen die leefden van het Eoceen tot Vroeg-Mioceen. De familie bestaat uit ongeveer vijfentwintig geslachten met Metamynodon als bekendste vertegenwoordiger. Ze worden vaak afgebeeld als semi-aquatische nijlpaardachtige neushoorns, maar deze beschrijving is alleen van toepassing op leden van de Metamynodontini; andere groepen amynodonten zoals de cadurcodontinen hadden meer typische hoefdierachtige proporties en ontwikkelden convergerend een tapirachtige slurf.
Deze herbivore familie omvatte nijlpaardachtige verwanten van de neushoorns, die afstamden van de Hyracodontidae. De laatste soorten stierven uit tijdens het Vroeg-Mioceen, als gevolg van concurrentie met echte neushoorns zoals Teleoceras.

## Kenmerken
Deze hoornloze nijlpaardachtige dieren hadden een groot lichaam, dat werd gedragen door korte, stevige poten. Ze hadden sterke kaakspieren en grote, gekromde hoektanden, die permanent doorgroeiden. De Griekse naam van de familie beschrijft hun slagtanden, afgeleid van vergrote hoektanden. Onevenhoevigen zijn herbivoren, dus deze slagtanden zouden zijn gebruikt om roofdieren af te schrikken of om zich te verdedigen (zoals de naam suggereert) of misschien in gevechten tussen mannetjes.

## Leefwijze
Hun voedsel bestond voornamelijk uit houtig, plantaardig materiaal. De dieren waren vermoedelijk semi-aquatisch en brachten veel tijd in ondiepe rivieren door.

## Verspreiding
Fossielen werden gevonden in Noord-Amerika, Europa en oostelijk Azië, variërend in leeftijd van het Midden-Eoceen tot het vroege Oligoceen, met een enkel geslacht (Cadurcotherium) dat overleefde tot in het Laat-Oligoceen in Zuid-Azië (Pakistan). Het geslacht Metamynodon heeft mogelijk overleefd tot in het vroege Mioceen.

## Geslachten
- Onderfamilie Amynodontinae
  - Amynodon
  - Cadurcodon
  - Lushiamynodon
  - Sharamynodon
  - Sianodon
  - Gigantamynodon
  - Metamynodon
  - Paramynodon
  - Zaisanamynodon
- niet in een onderfamilie geplaatst
  - Amynodontopsis
  - Armania
  - Cadurcamynodon
  - Cadurcopsis
  - Cadurcotherium
  - Caenolophus
  - Euryodon
  - Hypsamynodon
  - Megalamynodon
  - Mesamynodon
  - Penetrigonias
  - Procadurcodon
  - Rostriamynodon
  - Teilhardia
  - Toxotherium